# 花地瑪聖母堂 (香港)
長洲花地瑪聖母堂（英語：Our Lady of Fatima Church）是一座香港天主教教堂，由天主教香港教區管理。位於長洲東灣教堂路2號，建立於1952年10月13日。

## 堂區現況

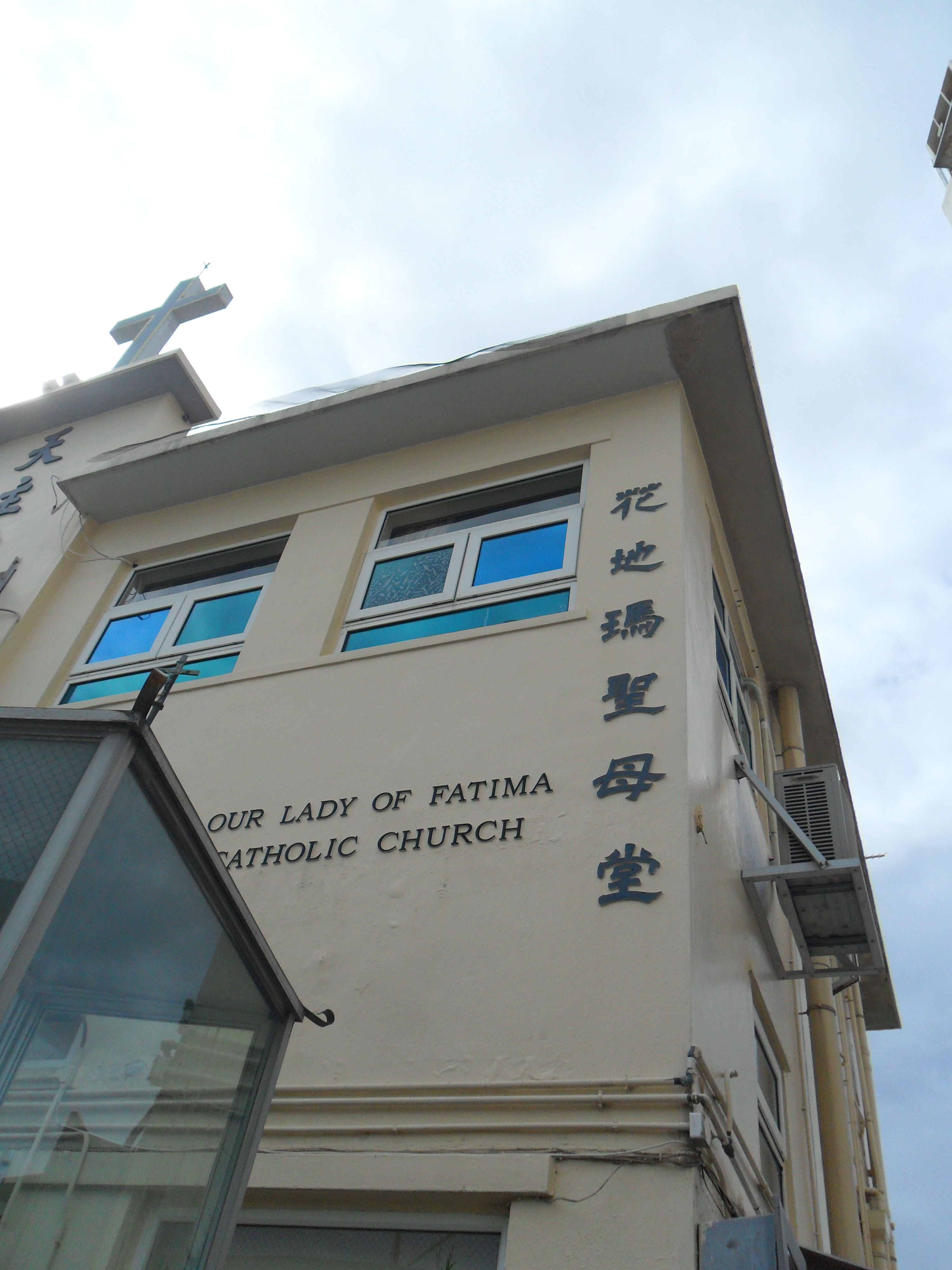
花地瑪聖母堂外貌

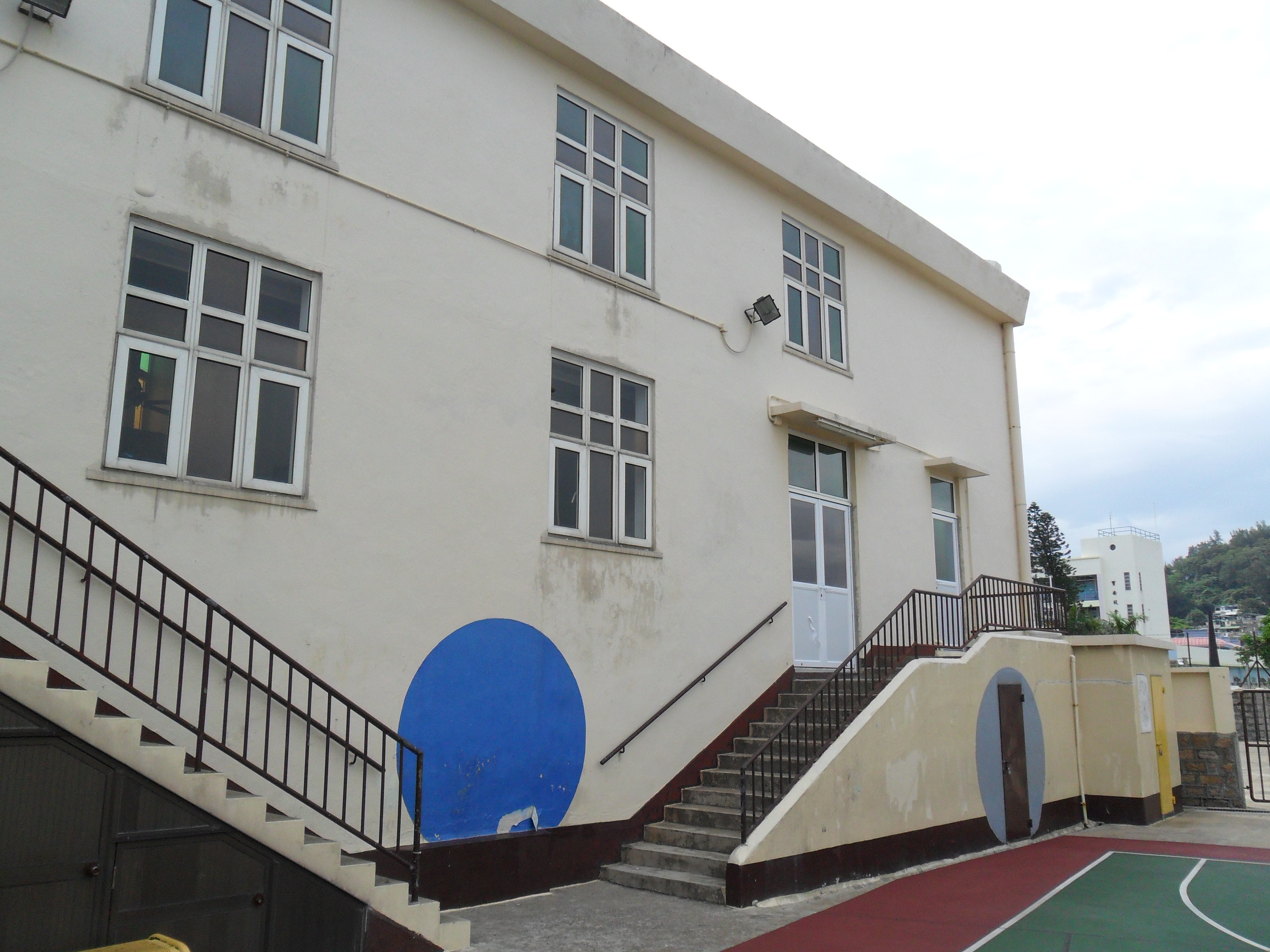
聖堂東面

花地瑪聖母堂區是一個海島堂區，服務的範圍為長洲全島。

## 堂區歷史

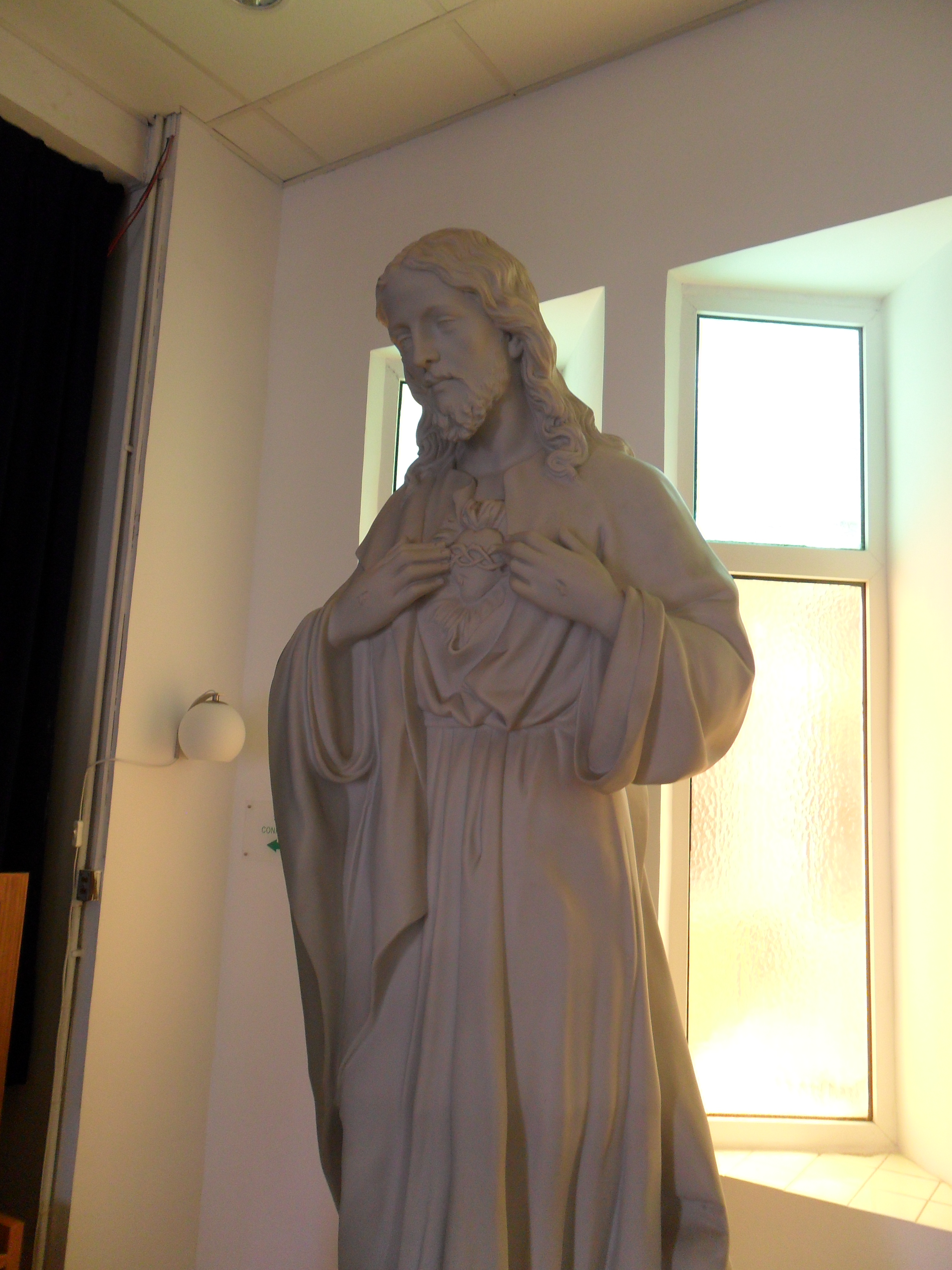
聖堂內的耶穌聖心像

1946年至1952年，廖錫光神父負責赤柱、長洲及大澳牧民工作，陸之樂神父任職副本堂。1952年，建立初期名為法地瑪聖母堂。10月13日，戴副主教主持本堂第一所聖堂啟用儀式，陸之樂神父為首位主任司鐸。1954年，易名為聖母法地瑪小堂，附屬長洲堂區。1955年至1959年，再度易名為法地瑪聖母堂。1959年4月，教廷駐華公使高理耀主教訪。1961年11月13日，白英奇主教主持啟用新聖堂。1965年，成為獨立堂區。1971年5月，成立教友傳教會 (堂區議會的前身)。1960年至1979年，三度易名為花地瑪聖母堂。1979年7月，花地瑪聖母堂升格成為堂區。
1995年12月，劉志剛神父接任為主任司鐸，劉神父看到每逢主日有很多菲律賓籍人士參加彌撒，他到任不久，便在主日早上七時卅分加開一台英語彌撒；此外，劉神父與本堂教友合辦宗教及聯誼活動及中英雙語彌撒。劉神父每星期撥出數天探訪教友，在教友家中主持彌撒或祈禱聚會。1997年2月，慈幼會因有人士調動，劉神父調離長洲，香港教區邀請美國天主教傳教會賀道明神父出任本堂主任司鐸。
2025年，花地瑪聖母堂被列為香港教區2025禧年朝聖地點之一。

## 建築風格

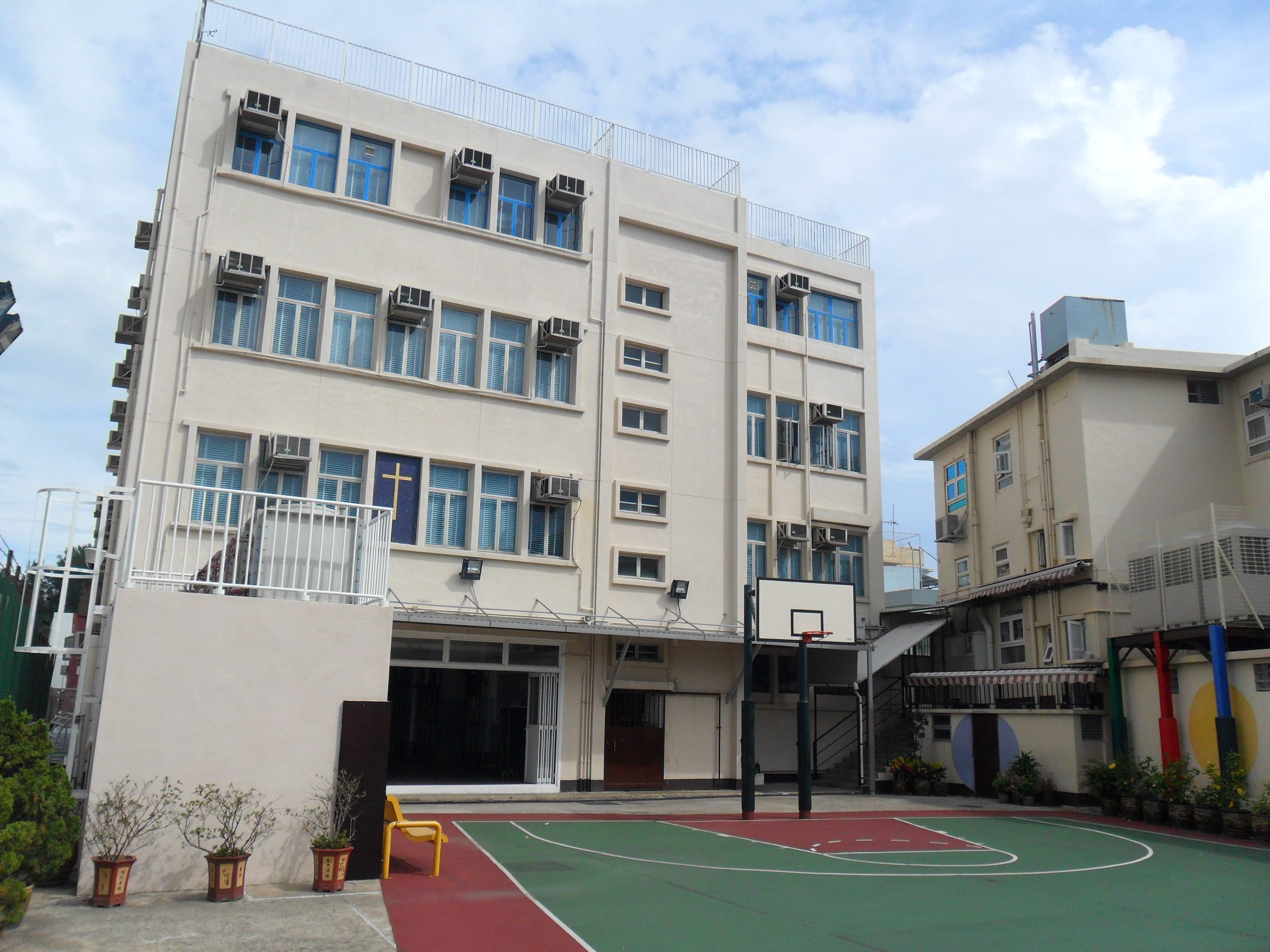
聖心小學

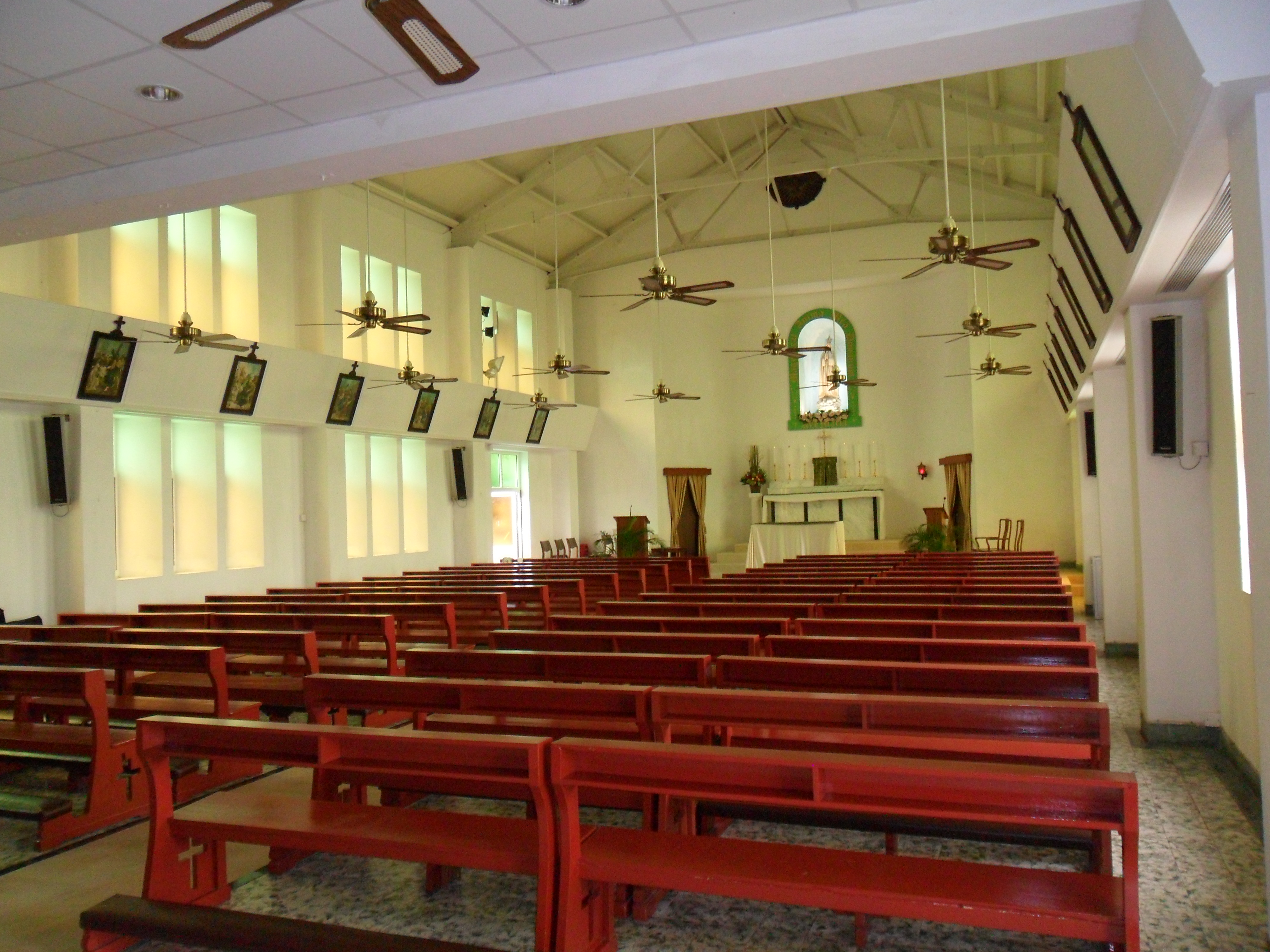
聖堂內

1930年代，恩理覺主教派遣神父往長洲及大澳推行傳教工作，當時的聖堂只是一間用磚石建成的簡陋小屋，位於現在的大新後街245號。由於戰後教友人數增多，1952年初，長洲第一座聖堂動工興建，聖堂建設簡約，為一幢兩層的白色平房，門口種植了四棵椰子樹，見證著聖堂的發展。
新聖堂於1952年10月13日祝聖啟用，聖堂之聖母像特地購自葡萄牙花地瑪，白英奇主教接納宗座外方傳教會陸之樂神父的建議，將本堂命名為花地瑪聖母堂，該聖母像沿用至今，成為本堂的標誌。1953年10月13日，白英奇主教帶領教區千餘信友到長洲參與首次朝聖，自此，每年10月份舉行的花地瑪聖母堂主保瞻禮。
1959年聖堂展開擴建工程，1961年11月13日落成，由白英奇主教主持祝聖禮。擴建後聖堂的面積為2,730平方呎，其建築是配合當時長洲的建築風格，採用金字形的瓦片屋頂，兩邊均有彩色玻璃窗，樓高30呎，可容納200名教友參與彌撒。聖母岩洞在祭台後的中央，放置了花地瑪聖母像。聖堂採用的手繪地磚，是香港教區同期落成的聖堂所採用的相同地磚。

## 神職人員及修女

### 歷任主任司鐸
| 就職時間   | 卸任時間   | 主任司鐸/署理主任司鐸                    | 所屬教區／修會                   | 近況                                                       |
| ---------- | ---------- | ---------------------------------------- | -------------------------------- | ---------------------------------------------------------- |
| 1946年     | 1952年     | 廖錫光神父(負責赤柱、長洲及大澳牧民工作) | 香港教區                         | 1990年1月10日 安息主懷                                     |
| 1952年     | 1962年     | 陸之樂神父(為本堂首位主任司鐸)           | 宗座外方傳教會                   | 2012年7月22日 安息主懷                                     |
| 1962年3月  | 1963年3月  | 王星神父                                 | 香港教區                         | N.A.                                                       |
| 1963年3月  | 1964年5月  | 利仁慈神父                               | 宗座外方傳教會                   | 1991年8月12日 安息主懷                                     |
| 1964年5月  | 1969年2月  | 德滿齊神父暫代主任司鐸                   | 宗座外方傳教會                   | 1993年1月26日1993年 安息主懷                               |
| 1969年3月  | 1970年5月  | 羅友聖神父                               | 宗座外方傳教會                   | N.A.                                                       |
| 1969年     | 1973年5月  | 陳日君神父(協助牧民)                     | 鮑思高慈幼會                     | 為退休香港教區主教，現居柴灣慈幼會修院                     |
| 1970年7月  | 1970年8月  | 沙一寰神父                               | 宗座外方傳教會                   | 1973年Left Priesthood & PIME Society、2014年安息主懷於英國 |
| 1969年5月  | 1977年     | 馬廸理神父                               | 宗座外方傳教會                   | 2008年11月19日 安息主懷                                    |
| 1970年     | 2003年     | 力理得神父(協助牧民)                     | 宗座外方傳教會                   | 2003年6月28日 安息主懷                                     |
| 1971年     | 1972年     | 鄭海康神父(協助牧民)                     | 鮑思高慈幼會                     | 2007年2月11日 安息主懷                                     |
| 1972年     | 1993年     | 宋斯藏神父(協助牧民)                     | 鮑思高慈幼會                     | 2001年8月5日 安息主懷                                      |
| 1977年     | 1979年     | 劉文修神父                               | 香港教區                         | 2001年6月23日 安息主懷                                     |
| 1979年     | 1984年     | 陳有海神父(協助牧民)                     | 耶穌會                           | 2017年4月13日 安息主懷                                     |
| 1979年     | 1984年     | 梁宗溢神父(協助牧民)                     | 耶穌會                           | 現在九龍華仁書院任副院長                                   |
| 1979年2月  | 1974年7月  | 戴雨谷神父                               | 耶穌會                           | 2004年10月5日 安息主懷                                     |
| 1984年8月  | 1985年9月  | 麥健泰神父                               | 耶穌會                           | 2016年8月4日 安息主懷                                      |
| 1986年1月  | 1986年8月  | 林沖神父                                 | 香港教區                         | 2014年8月12日 安息主懷                                     |
| 1986年8月  | 1987年1月  | 覃文華神父                               | 香港教區                         | 2004年8月16日 安息主懷                                     |
| 1987年1月  | 1992年1月  | 盧子榮神父                               | 香港教區                         | 2010年8月21日 安息主懷                                     |
| 1992年1月  | 1992年8月  | 霍理思神父                               | 宗座外方傳教會                   | 2015年6月4日 安息主懷                                      |
| 1992年8月  | 1995年6月  | 古理明神父                               | 耶穌會                           | 2020年7月15日 安息主懷                                     |
| 1995年6月  | 1995年12月 | 謝家賢神父                               | 鮑思高慈幼會                     | 2025年3月25日 安息主懷                                     |
| 1995年12月 | 1997年2月  | 劉志剛神父                               | 鮑思高慈幼會                     | 2023年12月30日 安息主懷                                    |
| 1997年2月  | 2002年12月 | 賀道明神父                               | 美國天主教傳教會(瑪利諾神父修會) | 2005年6月25日 安息主懷                                     |
| 1998年     | 1999年     | 金東周神父(協助牧民)                     | 韓國外方傳教會                   | 現在非洲服務                                               |
| 1999年     | 2000年     | 金容載神父(協助牧民)                     | 韓國外方傳教會                   | 現任聖瑪加利大堂主任司鐸                                   |
| 2001年     | 2002年     | 方天佑神父(協助牧民)                     | 聖言會                           | 現在菲律賓進修                                             |
| 2008年8月  | 2009年7月  | 陳國輝神父(暫代主任司鐸)                 | 香港教區                         | 現為香港教區總務長                                         |
| 2003年3月  | 2018年8月  | 楊正義神父                               | 美國天主教傳教會(瑪利諾神父修會) | 2020年1月14日 安息主懷                                     |
| 2018年8月  | 2019年4月  | 陳國輝神父(暫代主任司鐸)                 | 香港教區                         | 現為香港教區總務長                                         |
| 2019年5月  | 2024年5月  | 馬浩恩神父                               | 聖母聖心愛子會                   | 現為英文公教報副總編輯                                     |
| 2024年5月  | 2024年9月  | 張冬波神父(暫代主任司鐸)                 | 道明會                           |                                                            |
| 2024年9月  | 現在       | 陳尚華神父                               | 鮑思高慈幼會                     |                                                            |

### 歷任牧民修女

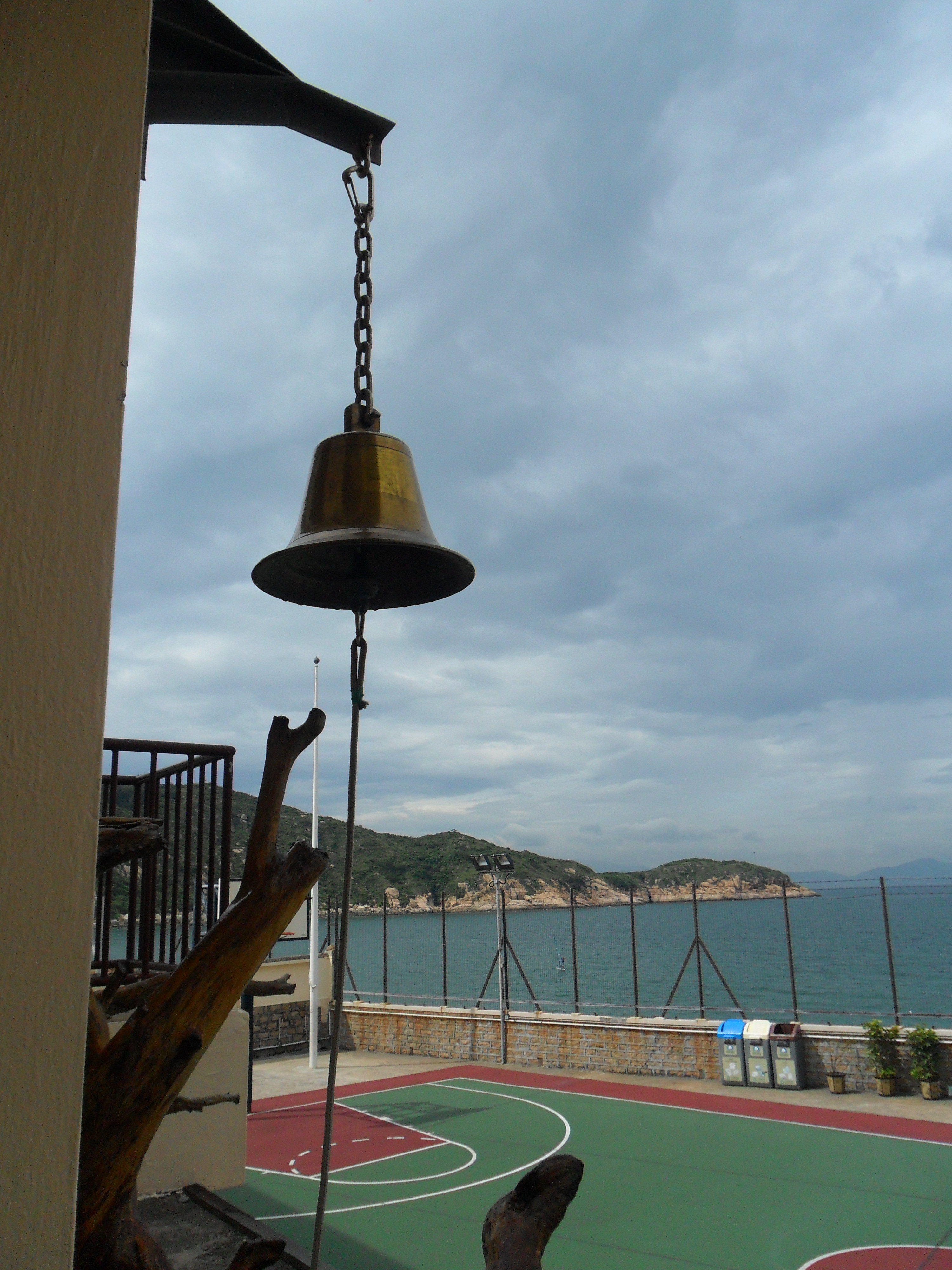
聖堂的鐘

| 就職時間 | 卸任時間  | 協助牧民工作之修女 | 所屬教區／修會     | 近況                             |
| -------- | --------- | ------------------ | ------------------ | -------------------------------- |
| 1969年   | 1972年    | 伍志芳修女         | 顯主女修會         | 已於2017年2月14日離世            |
| 1979年   | 1983年7月 | 黃金蓮修女         | 沙爾德聖保祿女修會 | 現為香港聖保祿學校校監兼校長     |
| 1983年   | 1987年    | 蔡學真修女         | 天神之傳教女修會   | 在澳門台山花地瑪聖母女子學校工作 |
| 1998年   | 2023年    | 朱蝶清修女         | 天神之傳教女修會   | 現在加拿大蒙特利爾總會院退休     |

## 堂區主保

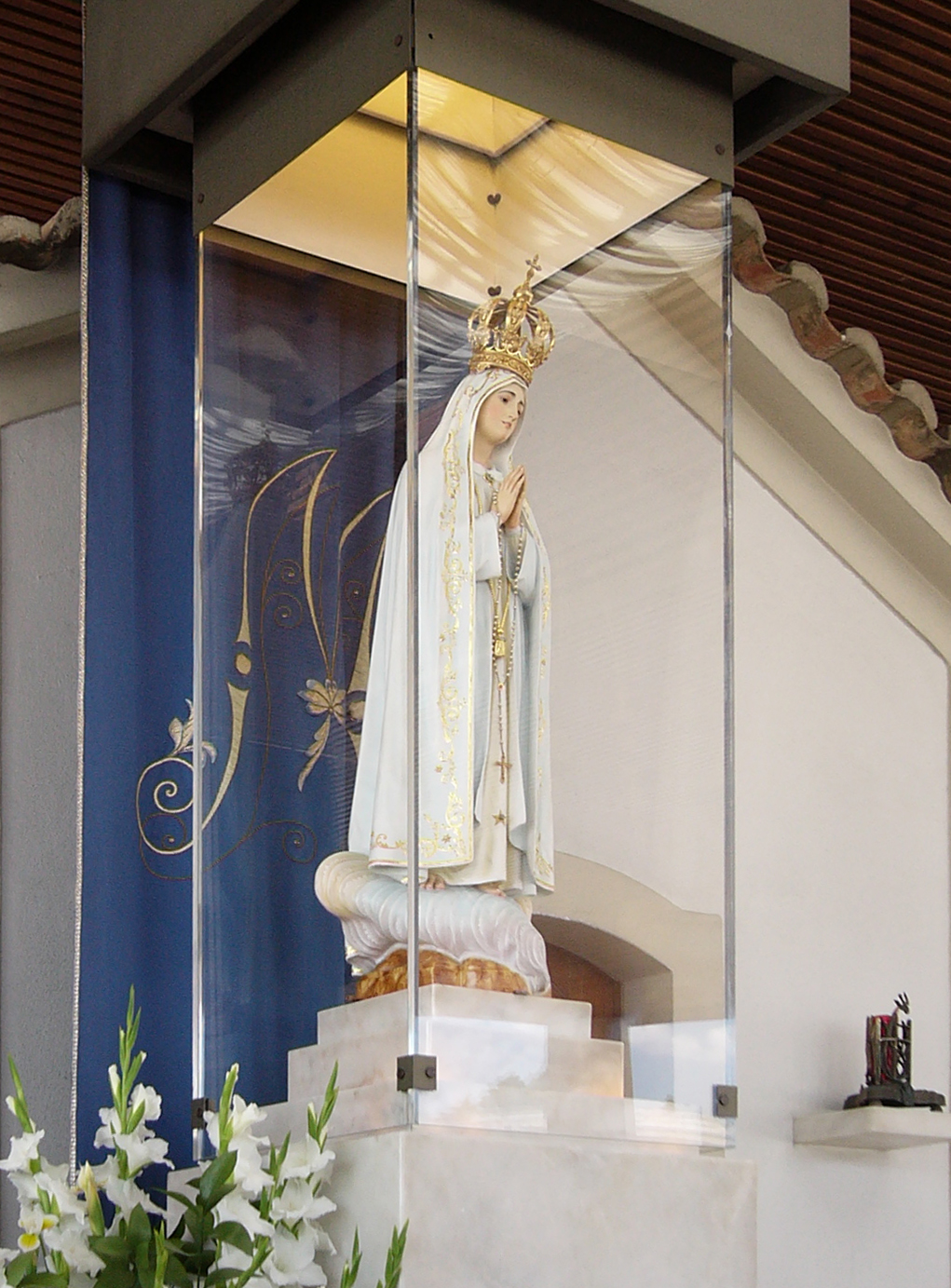
花地瑪聖母聖像

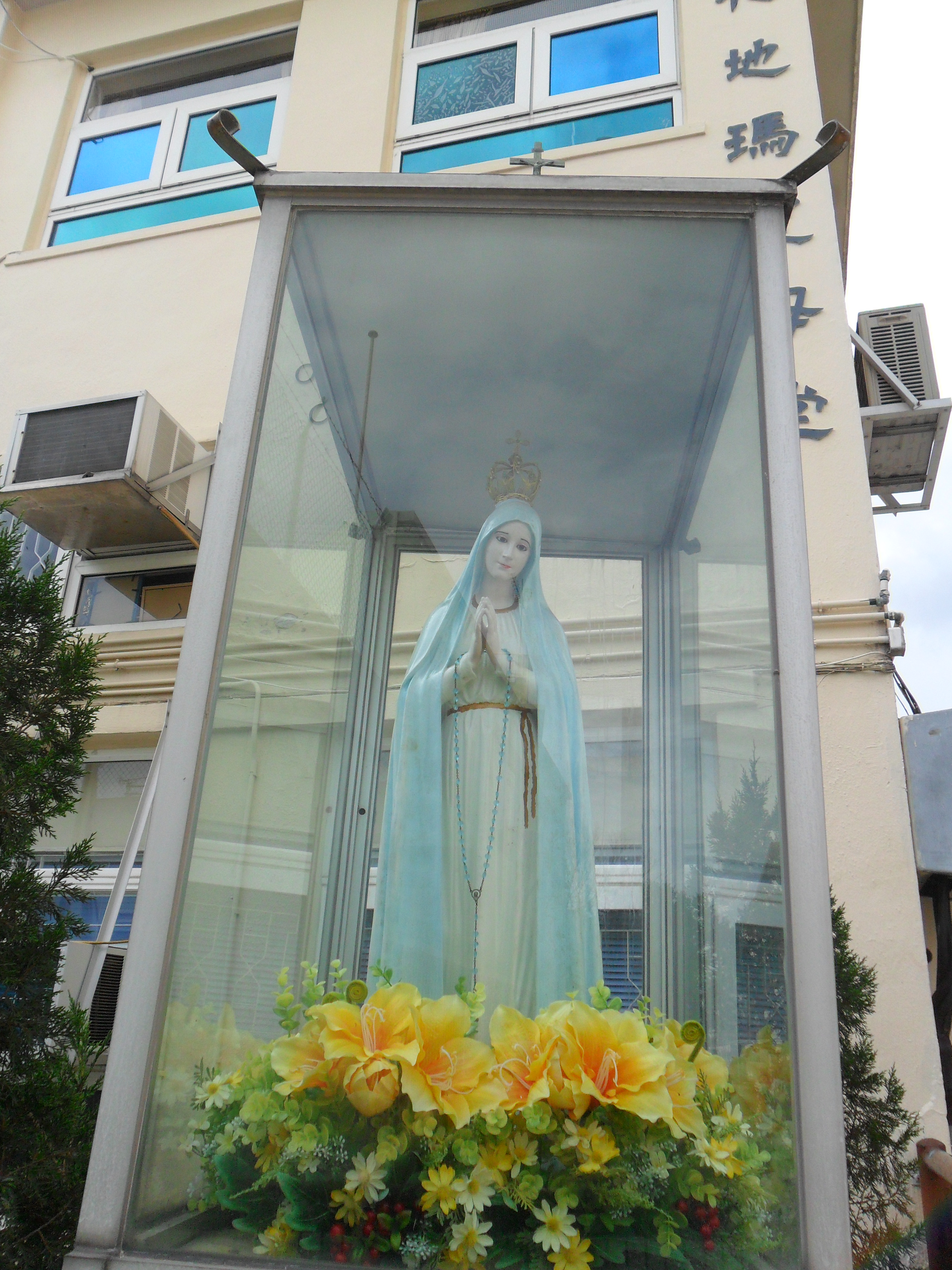
聖堂花地瑪聖母像

花地瑪聖母在葡萄牙花地瑪於1917年5月至10月連續六個月的第十三天，顯現給三個牧童，而後被天主教會所認為是「聖母瑪利亞」者的稱號。由於該三名牧童稱她自稱為「玫瑰瑪利亞」，因此這個稱號也有使用，往往這兩個稱號也被合用，比如「玫瑰花地瑪聖母」（葡萄牙語：Nossa Senhora do Rosário de Fátima）。

## 彌撒及禮儀時間

### 花地瑪聖母堂

#### 彌撒
- 主日彌撒：上午7：20(英語)、上午9：00 (粤語)
- 平日彌撒：星期一至六上午7：20(粤語)

#### 明供聖體
- 逢星期五晚8：00至9：00

## 外部連結
花地瑪聖母堂網站 （页面存档备份，存于）